# Musica da ascensore
Con il termine musica da ascensore, musica da supermercato oppure con muzak, ci si riferisce ad alcune espressioni di popular music, spesso strumentali, che vengono comunemente diffuse come musica di sottofondo all'interno di spazi pubblici, come centri commerciali e supermercati, bar, ristoranti, piscine, spiagge, navi da crociera, aerei di linea, hotel, aeroporti, uffici, ospedali, ascensori, o nei sistemi come mezzo di intrattenimento durante le attese in linea. Il termine viene poi utilizzato per descrivere in maniera generica tutti quei tipi di musica leggera, easy listening, smooth jazz, oppure, genericamente, per la musica di facile ascolto tipica di certe stazioni radiofoniche.
La Muzak Holdings Corporation è l'etichetta discografica più influente in questo tipo di business musicale. Il suo nome viene spesso identificato per antonomasia con la musica da ascensore, anche se non è l'unica offerta della compagnia.

## Caratteristiche
La musica da ascensore è contraddistinta da melodie molto semplici che possono essere ripetute continuamente in modo discreto. Le dinamiche delle sonorità sono ridotte al minimo, in modo che gli alti e i bassi non disturbino l'ascoltatore.

## Inquinamento acustico
La diffusione di questo genere di prodotti musicali si deve ai frequenti fenomeni di sonorizzazione ambientale e "musicalizzazione" di spazi pubblici o di quelli fruiti in condivisione.
Essendo musica destinata all'ascolto involontario e di fatto obbligato per chiunque trascorra del tempo in determinati spazi, può dar luogo a effetti di disturbo, la cui intensità è legata alla specifica sensibilità individuale; questi effetti si manifestano anche se l'esposizione passiva a tale musica è connotata da bassi livelli di intensità acustica, un'emissione sonora che, proprio per tale motivo, non sarebbe classificabile come molesta, ma che lo diventa a causa di fattori intenzionali che entrano in gioco nell'ascolto. Si parla in questo caso di "musica passiva" o "parassita".